# Thảm sát Cát Bay
Thảm sát Cát Bay  là một tội ác chiến tranh của quân đội Pháp gây ra trong thời gian Chiến tranh Đông Dương. Nhằm trấn áp những người dân không hợp tác với Pháp, vào ngày 20 tháng 2 năm 1951, tức ngày rằm tháng 1 năm Tân Mão tại làng Cát Bay, thôn Đông Bình, xã Bình Thạnh, huyện Tuy Phong, tỉnh Bình Thuận, một trung đoàn lính Âu-Phi thực hiện cuộc hành quân mang tên Sang et feu (Máu và lửa) đã thảm sát dã man 175 người và làm bị thương hơn 50 người, phụ nữ bị hãm hiếp, trẻ em bị quăng vào lửa, đốt hơn 200 nóc nhà, giết hàng trăm trâu bò. 
Thảm sát Cát Bay so với Thảm sát Mỹ Lai thì số người chết không bằng nhưng đỉnh cao tội ác thì như nhau.

## Hình ảnh

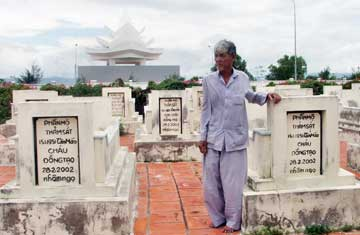
Những ngôi mộ không tên của các nạn nhân vụ thảm sát.
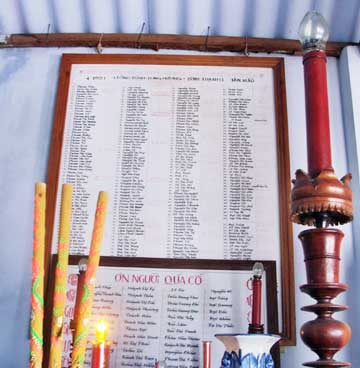
Danh sách nạn nhân vụ thảm sát Cát Bay tại nhà tưởng niệm.
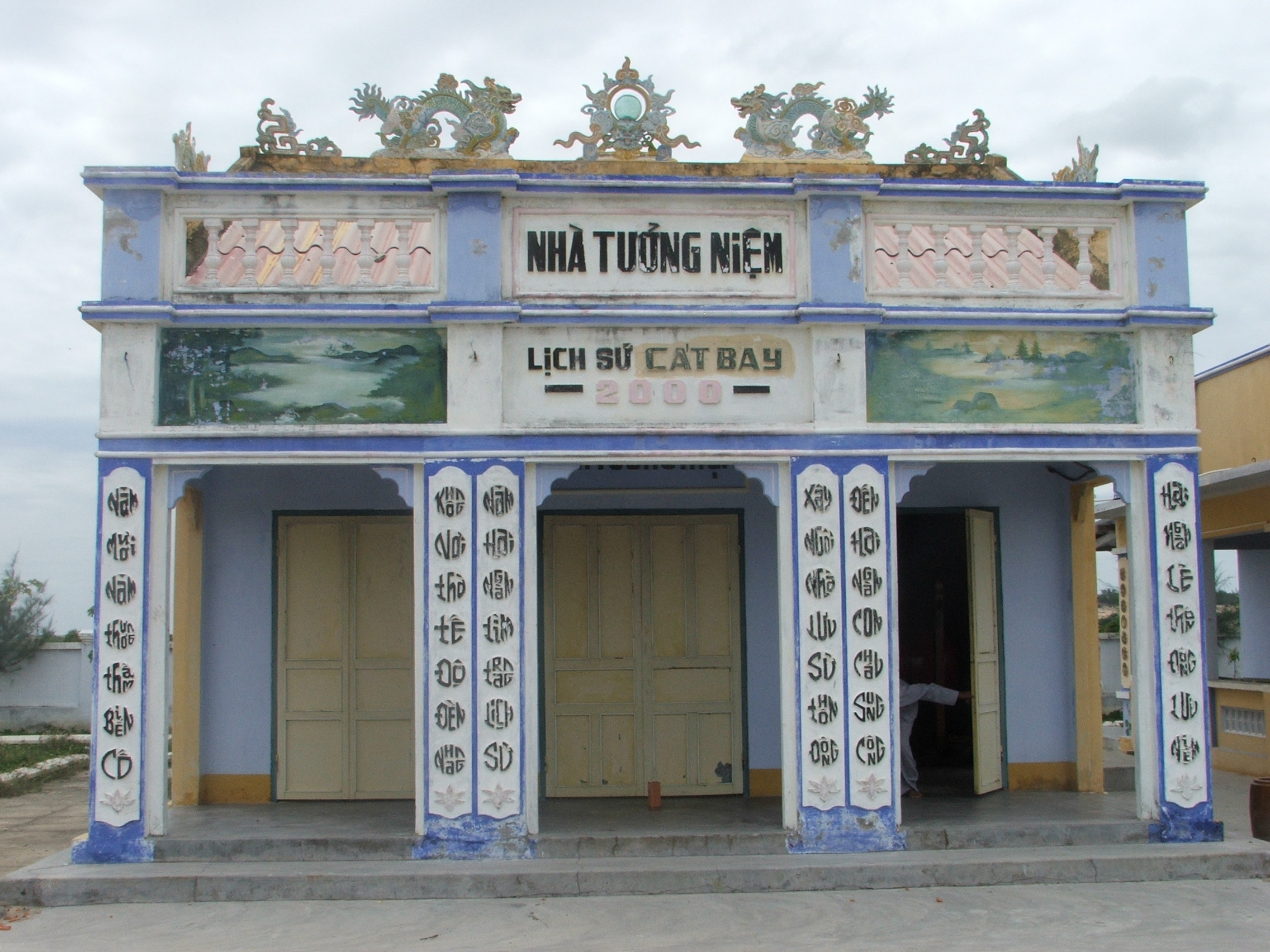
Nhà tưởng niệm các nạn nhân vụ thảm sát Cát Bay do thân nhân các nạn nhân tự xây năm 2000
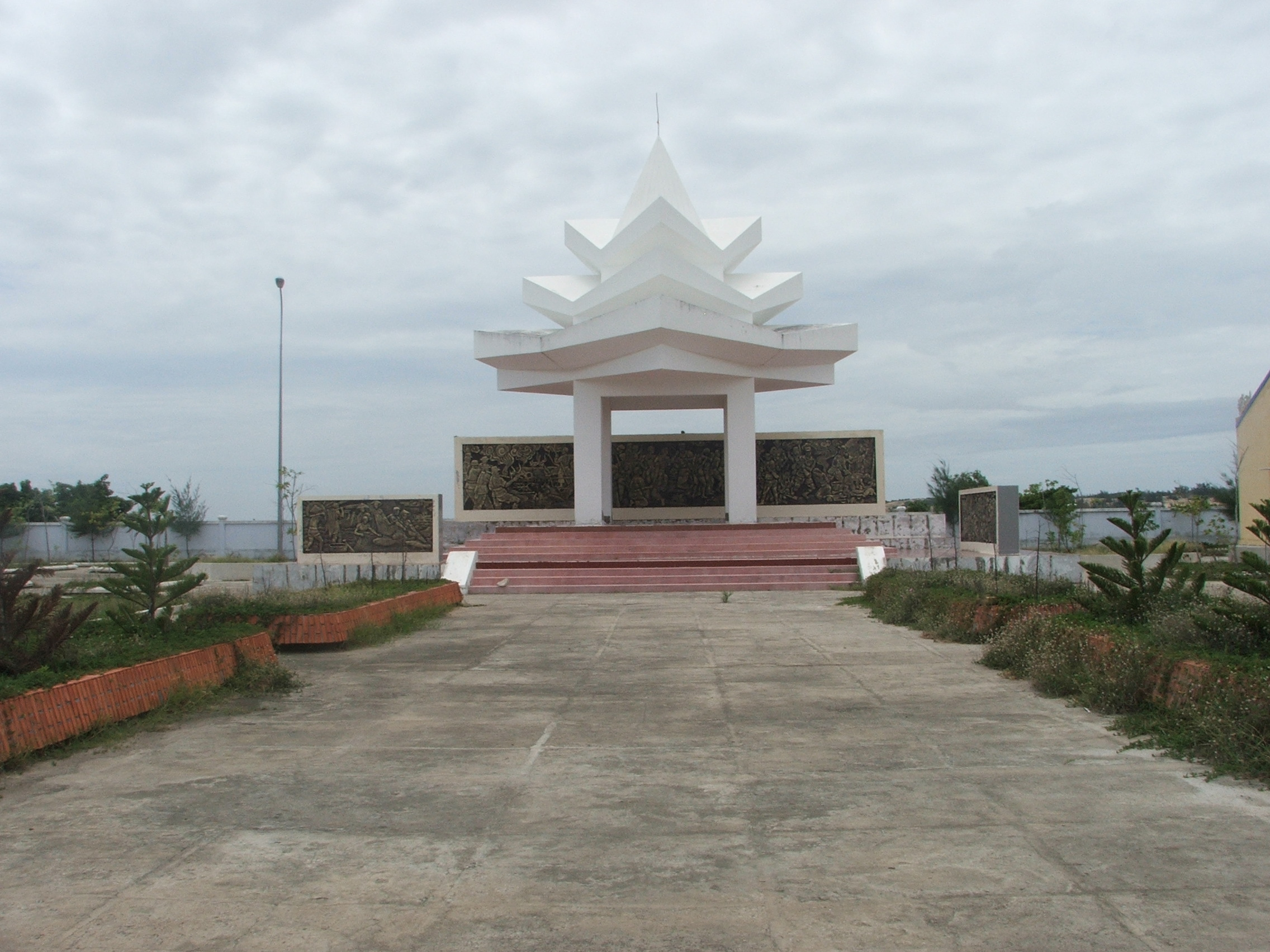
Đài tưởng niệm các nạn nhân vụ thảm sát Cát Bay